# Augusto César Sandino

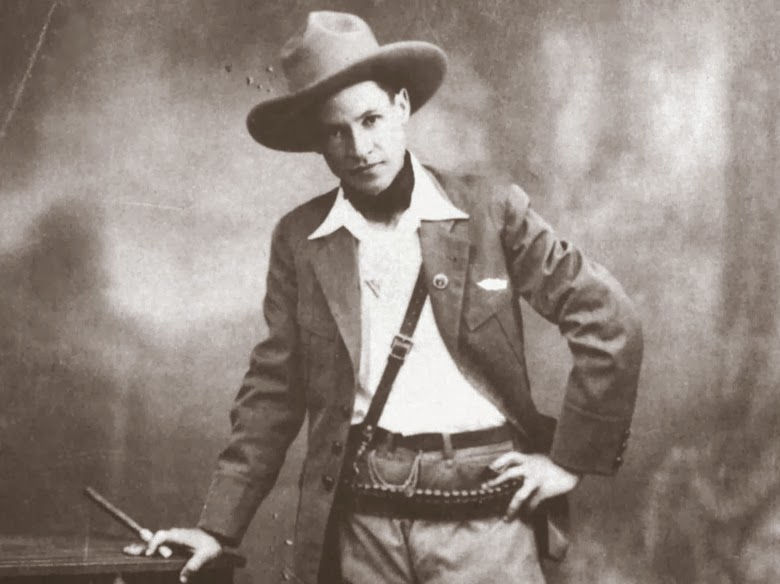
Augusto César Sandino

Augusto Nicolás Calderón „César“ Sandino (18. května 1895 – 21. února 1934) byl nikaragujský revolucionář, v letech 1927–1933 lídr povstání proti americké okupaci Nikaraguy, která probíhala téměř nepřetržitě mezi lety 1912–1933.

## Životopis
Sandino se narodil v roce 1895 v městečku Niquinohomo na západě země. Jeho otec pocházel z bohaté statkářské rodiny, jeho matka původně pracovala v této rodině jako služka. Již v červenci roku 1912 byl mladý Sandino svědkem vojenské intervence USA v Nikaragui, kterou se začala dlouholetá okupace země Spojenými státy (viz tzv. Banánové války). V roce 1921 postřelil Sandino při hádce místního prominentního měšťana, který urážel jeho matku. Jelikož byl obviněn z pokusu o vraždu, musel ze svého rodného města utéct a několik následných let pobýval v Guatemale, Hondurasu a v Mexiku. Do Nikaraguy se vrátil v roce 1926, když uběhla promlčecí doba jeho obvinění. Začal pracovat jako úředník ve zlatém dole San Albino v horách u hranic s Hondurasem.
Krátce po Sandinově příchodu vypukla vzpoura části armády pod vedením liberálního generála José María Moncady proti konzervativnímu prezidentovi Adolfu Díazovi, který byl obecně pokládán za „loutku“ dosazenou Spojenými státy. Sandino zorganizoval z místních horníků a rolníků vlastní ozbrojenou skupinu, která začala ozbrojenými akcemi Moncadu podporovat. Od roku 1927 Sandinova skupina výrazně nabrala na síle i popularitě a v dubnu sehrála důležitou roli při podpoře postupu hlavní části liberální armády na Managuu. Avšak na nátlak Spojených států, které vyhrožovaly rázným vojenským zásahem, byly liberální generálové donuceni v květnu uzavřít s konzervativci mír, podle kterého měl loutkový prezident Díaz dokončit své funkční období a pod dohledem USA byla zároveň vytvořena nová armáda, tzv. Národní garda.

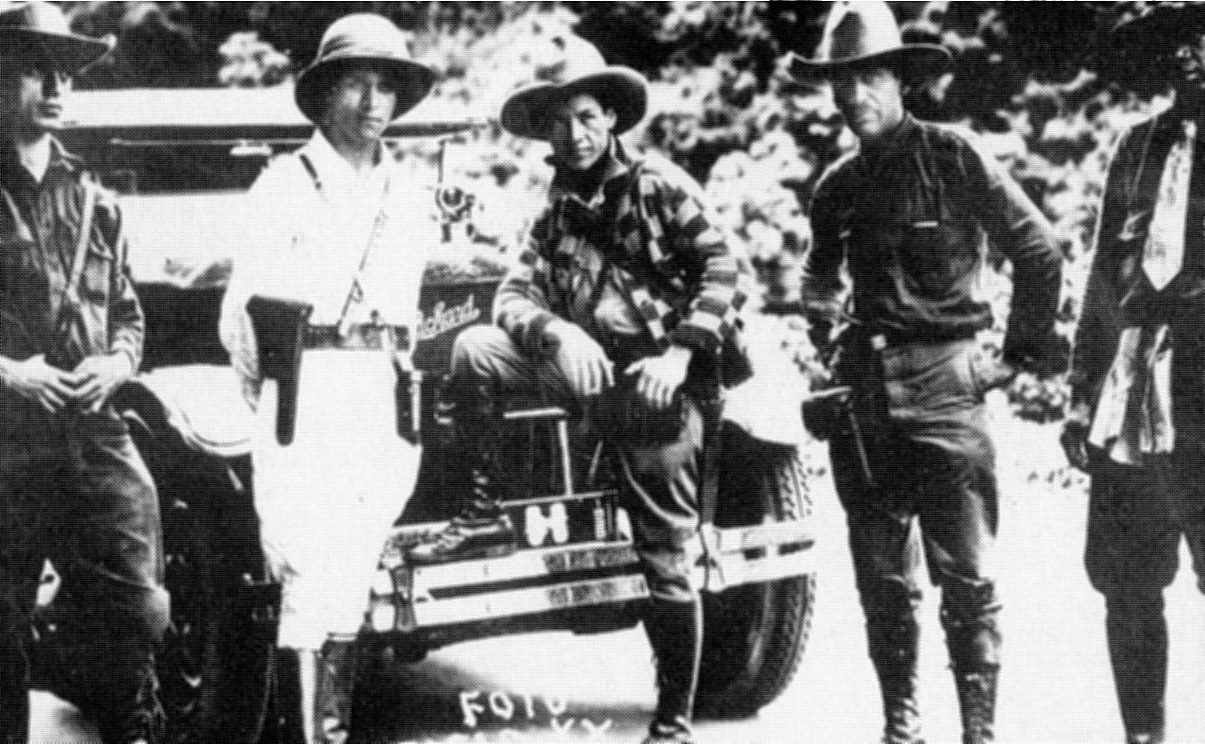
Sandino (uprostřed) na cestě po Mexiku

Sandino tuto dohodu odmítl, její signatáře označil za vlastizrádce a rozhodl se pokračovat v boji, přičemž počátkem července toho roku vydal manifest, ve kterém vyhlásil válku Spojeným státům. Uvedl, že se nevzdá boje, „dokud tito pirátští okupanti a vrazi nebudou vyhnáni z jeho země“. Sandino začal podnikat útoky na vojenské hlídky a menší základny americké námořní pěchoty a Národní gardy. Přestože z vojenského hlediska jeho útoky nebyly příliš úspěšné a Sandinovy síly při nich často utrpěly mnohem větší ztráty než američtí vojáci, Sandino si získává v Nikaragui velkou úctu a na vrcholu svých aktivit mělo jeho partyzánské vojsko údajně až 3 000 mužů (jiné odhady hovoří pouze o několika stovkách). Americká armáda označila Sandinu za banditu a rozběhla velkou kampaň na jeho dopadení a zničení jeho skupiny. Přestože se námořní pěchotě podařilo v lednu 1928 odhalit a dobýt jeho základní tábor v horách v Quilali, Sandinu ani většinu jeho mužů nikdy nechytili.

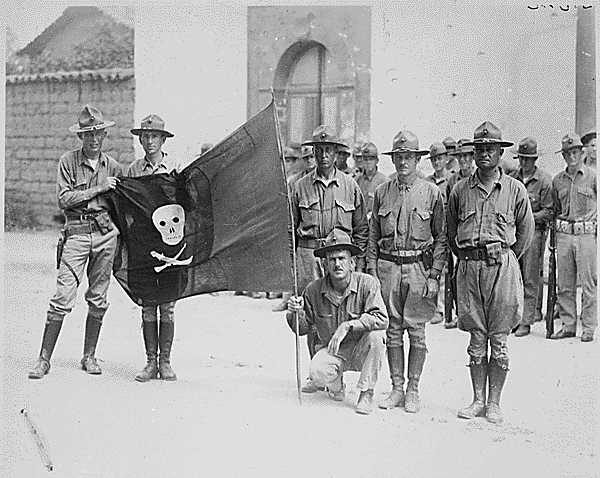
Americká námořní pěchota se zajatou vlajkou Sandinových povstalců, Nikaragua, 1932

Jeho boj mu přinesl popularitu i jinde ve světě a přestože Sandino odmítal komunismus, symbolickou podporu mu vyjádřila i Kominterna. Sandino vystupoval především jako vlastenec a snažil se o spojení středoamerických zemí v boji proti americkému imperialismu. V roce 1929 mu mexický prezident Emilio Portes nabídl v Mexiku azyl, načež tam Sandino v rámci hledání mezinárodní podpory strávil několik měsíců, ale brzy se vrátil zpět do Nikaragui.
Sandino navzdory snahám americké námořní pěchoty pokračoval ve svých ozbrojených aktivitách až do ledna 1933, kdy se americká vojska z Nikaraguy definitivně stáhla. Sandino následně uznal nově zvoleného prezidenta Juana Bautistu Sacasa. Stále mu však vadil velký vliv USA na Nikaraguu, odmítl svou armádu odzbrojit a zpochybňoval legitimitu Američany vytvořené Národní gardy a jejího velitele Anastasia Somozy. Kvůli urovnání sporů pozval v únoru 1934 prezident Sacasa Sandinu do Managuy, kde se mělo diskutovat o omezování dopadu Národní gardy a Sandinově odzbrojení. Somoza však ve skutečnosti jakékoliv omezování svého vlivu odmítal a připravil (bez vědomí prezidenta) na Sandina past. Když se Sandino večer 21. února 1934 vracel s několika svými společníky (včetně svého otce a bratra) z jednání s prezidentem, u hlavní brány prezidentského paláce jeho auto obklíčil oddíl Národní gardy. Donutili je vystoupit a ještě té noci je na Somozův příkaz za městem popravili. Následující den Národní garda zaútočila na tábor Sandinovy armády a většinu jejích členů zabila. Somoza dva roky na to uskutečnil převrat, při kterém sesadil prezidenta Sacasu a začalo několik desítek let dlouhé období, během kterého Somozova rodina vládla celé zemi.
Sandinův odkaz nezůstal zapomenut a na jeho počest byla pojmenována velká partyzánská organizace Sandinovská fronta národního osvobození, která v revoluci roku 1979 svrhla Anastazia Somozu Debayla, posledního představitele rodiny Somozů.